# Claire Pichet
Claire Pichet es una cantante francesa, conocida principalmente por trabajar en conjunto con el músico Yann Tiersen en algunas canciones de la banda sonora de la película Good Bye, Lenin! (banda sonora por Tiersen) y también en canciones como "Rue des cascades". 

## Canciones en las que ha participado
- Summer 78, (de la banda sonora original de la película Good Bye, Lenin!)
- Rue des cascades
- C'était ici
- La Rupture
- Le Phare
- La Vie rêvée des anges
- Naomi